# Spider-Man: One More Day
Spider-Man: One More Day es una saga de cómics protagonizada por Spider-Man, escrita por Joseph Michael Straczynski, dibujada por Joe Quesada y editada por Marvel Comics. El primero de los cuatro crossovers que componen la serie fue publicado en septiembre de 2007 y la saga concluyó, con algún retraso, en diciembre del mismo año.
El marco narrativo sirvió como base para la reestructuración del personaje, lo que resultó en la conclusión de todos sus títulos Friendly Neighborhood Spider-Man y The Sensational Spider-Man, con excepción de la publicación mensual The Amazing Spider-Man que en Estados Unidos comenzó a salir tres veces al mes. La historia elimina de hecho todos los eventos ligados a Spider-Man durante la miniserie Civil War y reescribe diversos elementos de la continuidad del personaje, incluyendo una parte de las historias narradas desde 1987, año en que fue publicado el relato del matrimonio entre Peter Parker y Mary Jane.

## Trama
May Parker, la tía de Peter, está muriendo lentamente a causa de un disparo efectuado por un sicario contratado por Kingpin que habría debido apuntar a Peter. Peter Parker se ve obligado a pedirle ayuda a Tony Stark para poder pagar la curación; Peter decide ayudar a su tía de cualquier manera posible. Peter pide una consulta con Dr. Extraño, quien le informa que no puede hacer nada para salvar a su tía; sin embargo, ayuda a Peter a contactarse con las mejores mentes del universo, entre quienes se encuentra Doctor Doom, Maestro de la Evolución, Mr. Fantástico y Doctor Octopus. Peter intenta retroceder el tiempo por medio de un encantamiento que había visto en la morada de Dr. Extraño, pero no lo logra y se hace daño en la espalda. Es curado por el médico, quien le anima a estar cerca de su tía en sus últimos días. En el camino de regreso al hospital, se encuentra con una muchacha que dice ser la solución a sus problemas.
Peter trata de hablar con la muchacha, pero esta se escapa. Al perseguirla, Peter se encuentra con diversos hombres y una mujer vestida de rojo, que le informa que acaba de conocer a sus versiones alternas, provenientes de los universos en los cuales Peter nunca se convierte en el Spider-Man. Luego, la mujer se transforma en el demonio Mefisto quien le propone un pacto con el diablo como la única forma de salvar a su tía. Mefisto se alimenta del dolor y la desgracia de las personas, por lo que pide como pago la felicidad de Peter: el matrimonio con Mary Jane. El demonio les da hasta la medianoche siguiente para aceptar o rechazar su propuesta.
Peter y Mary Jane aceptan el pacto, tras una dura discusión. Mary Jane susurra después una misteriosa oferta a Mefisto a cambio de que el mundo olvide la identidad de Spider-Man. El demonio accede al pedido, pero antes devela la identidad de la muchacha encontrada por Peter: es la hija que los dos no habrían tenido al no haberse nunca casado. A continuación, elimina su matrimonio, los recuerdos de Peter al respecto y su identidad secreta en la mente de todos. Peter se despierta solo en la habitación en donde vivía de niño, en casa de su tía May. Toma parte de una fiesta, en la cual también participa Mary Jane, organizada por el retorno de su amigo Harry Osborn de Europa. Peter ve a una angustiada Mary Jane abandonar la fiesta. Todos los invitados alzan sus copas y brindan por un nuevo día.

## En otros medios
Los elementos de "One More Day", junto con los arcos narrativos de "One Moment in Time" de 2010 y "Spider-Verse" de 2014-15, se adaptan en el largometraje de Marvel Cinematic Universe (MCU) de 2021 Spider-Man: No Way Home, que presenta a Peter Parker (Tom Holland) intentando que Stephen Strange (Benedict Cumberbatch) borre el conocimiento colectivo del mundo sobre su identidad secreta de sus mentes (causado por Mysterio) usando un hechizo, solo para desatar a varios villanos del multiverso más amplio, cuando intenta alterarlo para que sus amigos y familiares recuerden que es Spider-Man. Aunque Peter y MJ no están casados en esta versión, el hechizo que Peter usa Strange en el clímax para que el mundo se olvide de él en general les cuesta su relación. Si bien la Tía May muere en la película, su muerte no se revierte del hechizo ya que no cambió la historia como lo hizo Mephisto en los cómics.

### Video
- (en inglés) Tráiler de Spider-Man: One More Day en Marvel.com

- Datos: Q767218